# Bruncu Spina
Il Bruncu Spina, con i suoi 1.829 metri è la seconda vetta più elevata della Sardegna dopo punta La Marmora. Si trova nel massiccio del Gennargentu, in provincia di Nuoro, nel territorio amministrativo dei comuni di Villagrande Strisaili e Desulo. La porzione territoriale in capo al comune di Villagrande Strisaili è stata concessa in enfiteusi perpetua al comune di Fonni per i soli diritti di uso civico tradizionale (legnatico, ghiandatico e pascolo); permangono al Comune di Villagrande Strisaili la proprietà dei terreni e i restanti usi civici non tradizionali.
Sulla cima della montagna si trovava un osservatorio astronomico, attualmente ridotto allo stato di rudere.

## Descrizione

### Origine e significato del nome
Il toponimo in sardo può essere tradotto con l'espressione in lingua italiana "cima del cardo". Tale denominazione è riconducibile alla presenza, sulla montagna, di specie erbacee appartenenti alla famiglia della Asteraceae. Secondo altri (Massimo Pittau - Toponimi della Sardegna meridionale) il toponimo significa "cima della spina" e fa riferimento alla Prunus prostrata che vi vegeta.

### Clima
Le precipitazioni sono concentrate nei mesi autunnali, invernali e primaverili. Durante la stagione invernale si verificano frequenti precipitazioni nevose, ogni anno si superano i sei metri di neve e in alcuni punti, grazie ai venti, si accumulano nevai di svariati metri (durano nevai fino a maggio/giugno). La cima è coperta da uno strato di permafrost che non si scioglie mai. Le temperature medie invernali vanno da una massima di -10°C a una minima di -30°C, con un windchill di -40°C. I mesi di gennaio e febbraio sono quelli in cui si verificano le nevicate più copiose, con forti nevicate anche in marzo (01/03/2016, 70 cm di neve) e aprile e formazione di valanghe dalla massa di diversi chili.

### Flora e fauna
Dal punto di vista floristico-vegetazionale le pendici della montagna si presentano ricoperte da formazioni a macchia bassa che sono il risultato dei processi di degradazione della vegetazione originaria a causa del pascolo eccessivo e dell'uso indiscriminato del fuoco come strumento per ottenere nuove superfici utili all'allevamento. Le formazioni boschive a leccio (Quercus ilex) possono essere ritrovate a altitudini inferiori 1.400 metri mentre la roverella (Quercus pubescens) si ritrova in piccoli gruppi isolati e radi, in associazione al ginepro rosso (Juniperus oxycedrus). Ad altitudini superiori si ritrovano popolamenti dominati da specie arbustive che assumono un portamento strisciante per via delle condizioni climatiche non favorevoli. Le specie maggiormente rappresentate sono la radica (Erica arborea), la ginestra di Corsica (Genista corsica), il ginepro nano (Juniperus nana), il timo (Thymus herba-barona) e la crespolina maggiore (Santolina insularis). Nelle vallate le sponde dei torrenti sono caratterizzate dalle foreste a galleria formate da ontano nero (Alnus glutinosa). Va inoltre segnalata la presenza della rara Lamyropsis microcephala, specie endemica della Sardegna. Vegeta sulle pendici del Bruncu Spina, in un areale stimato di circa 100 m².
La fauna e rappresentata da uccelli quali l'aquila reale (Aquila chrysaetos), l'aquila del Bonelli (Hieraaetus fasciatus), il nibbio reale (Milvus milvus) ed il grifone (Gyps fulvus). I mammiferi sono invece rappresentati dal cinghiale (Sus scrofa), dalla volpe (Vulpes vulpes ichnusae), dalla martora (Martes martes) e dal gatto selvatico (Felis lybica sarda).

## Sci
Sulle pendici della montagna è possibile praticare lo sci su neve. Lungo il versante di Fonni (Separadorgiu) è stata realizzata, nel 2019, una seggiovia biposto a sostituzione della precedente sciovia mentre, sul versante di Desulo (s'Arena) è invece installato un tapis roulant lungo 200 metri. Le piste di discesa disponibili sono invece tre, per una lunghezza complessiva di quasi quattro chilometri. Sui versanti di Fonni e Desulo sono presenti due rifugi montani in stato di abbandono, che in caso di meteo avverso forniscono riparo alle vacche che pascolano sovente sulla cima, mentre è meno frequente che vi sostino i mufloni, più resistenti alle basse temperature. La stagione sciistica normalmente dura 2-3 mesi (da dicembre a marzo). 

## Escursionismo
La vetta del Bruncu Spina può essere raggiunta percorrendo alcuni sentieri escursionistici, curati dall'Ente Foreste della Sardegna. Lungo il tragitto si trovano diversi punti panoramici ed aree attrezzate per la sosta. I percorsi attraverso i quali è possibile raggiungere la cima sono:
- Gennargentu T-721 - Percorrendo questo sentiero è possibile giungere fino alla Punta La Marmora, seguendo il Sentiero Italia con il quale si interseca. Lungo il sentiero si trovano delle aree di sosta e dei punti di ristoro, nonché un rifugio montano. La lunghezza del percorso è di 5,3 km per un dislivello di 149 metri, percorribili mediamente in un'ora e mezzo;[10]
- Arcu Artilai - Bruncu Spina T-721A - Il percorso conduce al Bruncu Spina, fino alla quota 1829, imboccando una deviazione lungo il sentiero Gennargentu T-721. Si sviluppa per circa 800 metri, con un dislivello di 168 metri, percorribile in circa trenta minuti. Lungo il tragitto si trovano aree di sosta, punti di ristoro ed un rifugio montano.[11]